# Feu follet (film)
Ne doit pas être confondu avec Le Feu follet, film de Louis Malle (1963)
Pour les articles homonymes, voir Feu follet (homonymie).
Pour plus de détails, voir Fiche technique et Distribution.
Feu follet (Fogo-fátuo) est un film franco-portugais réalisé par João Pedro Rodrigues, sorti en 2022.
Il est présenté à la Quinzaine des réalisateurs du Festival de Cannes 2022.

## Synopsis
Alfredo est mourant. Ce dernier se baigne dans des souvenirs de jeunesse : il se revoit rencontrer Afonso, instructeur au corps des pompiers, dont il est tombé sous le charme. Grâce à leur rencontre, tout avait changé, sa vie, son amour,,…

## Fiche technique
Sauf indication contraire, les informations mentionnées dans cette section peuvent être confirmées par les bases de données cinématographiques IMDb, Allociné et Unifrance,  présentes dans la section « Liens externes ».
- Titre original : Fogo-fátuo[4]
- Titre français : Feu follet
- Réalisation : João Pedro Rodrigues
- Scénario : Paulo Lopes Graça, João Rui Guerra da Mata	et João Pedro Rodrigues
- Musique : Paulo Bragança
- Décors : João Rui Guerra da Mata
- Costumes : Patrícia Dória
- Photographie : Rui Poças
- Son : Nuno Carvalho
- Montage : Mariana Gaivão
- Production : João Matos, João Pedro Rodrigues et Vincent Wang
- Sociétés de production : Terratreme Filmes ; House on Fire et Filmes Fantasma[4]
- Sociétés de distribution : Terratreme Filmes (Portugal) et JHR Films (France)
- Pays de production :  Portugal /  France[4]
- Langue originale : portugais
- Format : couleur
- Genre : comédie romantique, fantastique, film musical
- Durée : 67 minutes[1]
- Dates de sortie :
  - France : 24 mai 2022 (Festival de Cannes) ; 14 septembre 2022 (sortie nationale)
  - Suisse romande : 14 septembre 2022[5]
  - Portugal : 17 septembre 2022[6]
- Classification :
  - France : Tout public lors de sa sortie en salles mais déconseillé aux moins de 16 ans à la télévision.

## Distribution
Sauf indication contraire, les informations mentionnées dans cette section peuvent être confirmées par la base de données cinématographiques IMDb,  présente dans la section « Liens externes ».
- Mauro Costa : Alfredo
  - Joel Branco : Alfredo, en 2069
- André Cabral : Afonso
  - Oceano Cruz : Afonso, en 2069
- Margarida Vila-Nova : Teresa
- Miguel Loureiro : Eduardo
- Dinis Vila-Nova : Sebastião
- Ana Bustorff : la belle-sœur d'Alfredo
- Raquel Rocha Vieira
- Anabela Moreira
- João Villas-Boas : un pompier
- Cláudia Jardim : la commandante
- João Reis Moreira : un pompier
- Joana Barrios : une pompière
- João Caçador : un pompier
- Paulo Bragança : le cousin d'Alfredo

## Production
En avril 2022, on apprend qu'en même temps de sa sélection à la « Quinzaine des réalisateurs », le film est produit par Terratreme Filmes, en coproduction de House on Fire et Filmes Fantasma.

## Accueil

### Critiques
En France, le site Allociné donne une moyenne de 4,0⁄5, après avoir recensé 18 critiques de presses.
La critique est globalement positive, voire enthousiaste à l'égard du long métrage. « délicieuse comédie d’auteur, musicale, de science-fiction, pleine d’humour et d’irrévérences » pour le site Bande à part (magazine), CNews, dans le même ton, parle lui d'un film « barré, déjanté et presque onirique qui bouscule et subjugue par son audace formelle et anachronique (on passe de 2022 à 2069) et ses libertés très libertines »,. Pour Libération, le cinéaste, « sur un socle libertaire, fait tenir l’urgence climatique, le conflit de générations, l’humour décolonial, défiant le passé impérialiste du Portugal. Cela donne une drôle de sculpture, baroque et païenne, un fantasme offert aux dieux de l’absurde ». Le Figaro parle d'une « fantaisie musicale où le feu se propage surtout aux fesses ».
Pour Télérama, ce film, le plus beau du réalisateur, « réussit un incroyable mélange de thèmes et de tons ». Au contraire, selon les Fiches du cinéma, il ne s'agit là que d'« une œuvre ludique, mais étonnamment modeste - voire mineure ». Le critique de Première évoque un « geste virtuose mais excluant pour qui n’est pas familier avec [le travail du réalisateur] ».

### Box-office
Pour son premier jour d'exploitation en France, Feu Follet réalise 1 335 entrées pour 66 copies. Le film se positionne en septième place du box-office des nouveautés derrière À propos de Joan (2 587) et devant Babi Yar. Contexte (1 265).

## Distinctions

### Récompense
- Brussels International Film Festival 2022 : sélection « Director’s Week », grand prix[16]

### Sélections
- Festival de Cannes 2022 : section « Quinzaine des réalisateurs », en compétition pour la Queer Palm[17],[4],[18].
- Festival international du film de Toronto 2022 : sélection « Wavelengths »[19]

### Documentation
- Dossier de presse Feu follet